# Ptilinopus perousii
Ptilinopus perousii é uma espécie de ave da família Columbidae.
Pode ser encontrada nos seguintes países: Samoa Americana, Fiji, Niue, Samoa e Tonga.
Os seus habitats naturais são: florestas subtropicais ou tropicais húmidas de baixa altitude.